# Elsoff (Bad Berleburg)
Elsoff (mundartlich Aelsoff) ist ein Stadtteil von Bad Berleburg im Kreis Siegen-Wittgenstein.

## Geografie

### Lage
Der Ort liegt im östlichen Teil des Wittgensteiner Landes. Durch den Ort fließt der gleichnamige Bach Elsoff.

### Nachbarorte
- Alertshausen
- Beddelhausen
- Schwarzenau
- Hatzfeld

## Geschichte

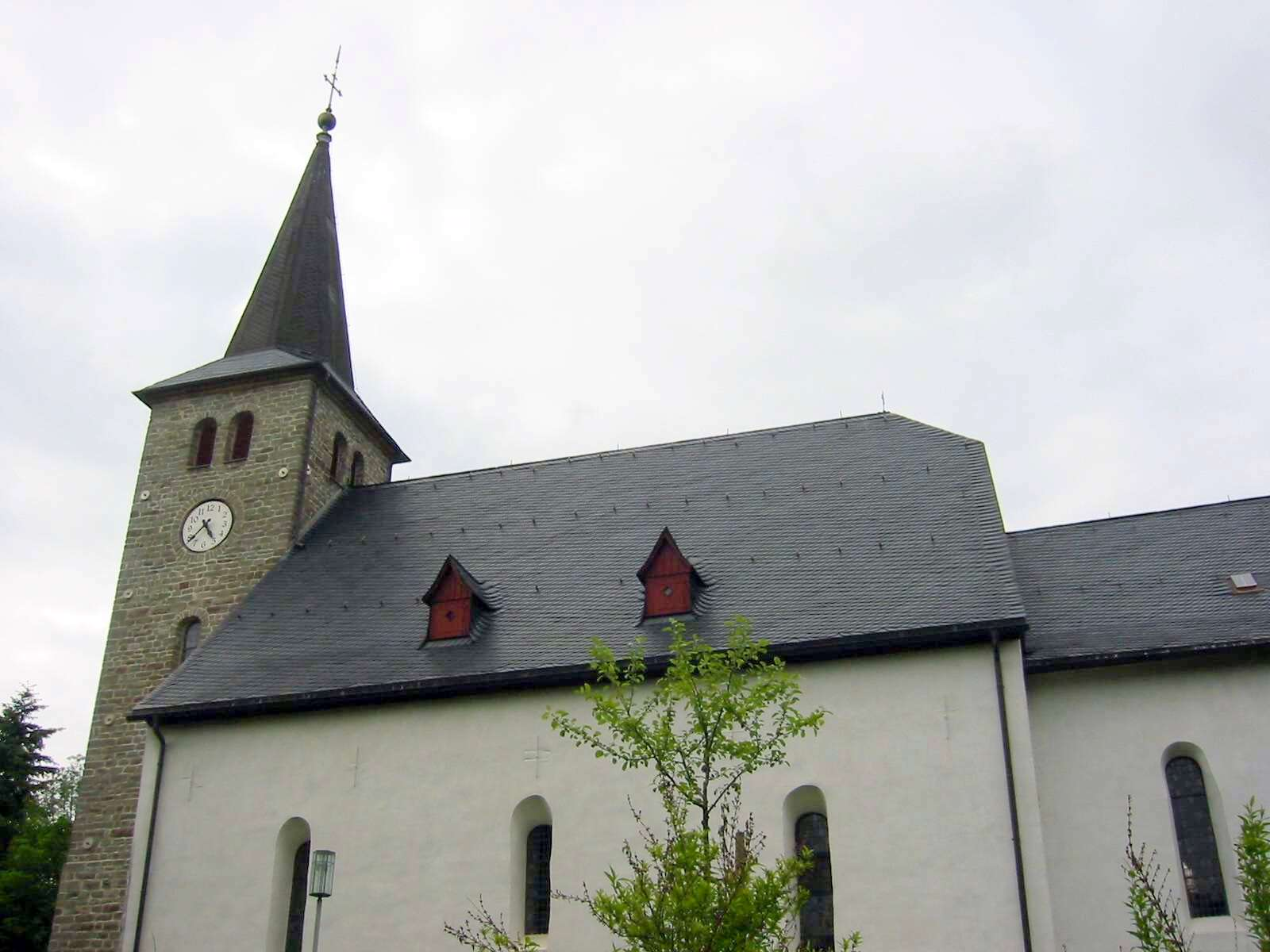
Evangelische Kirche Elsoff

Die erste Besiedelung erfolgte im 8. Jahrhundert. Urkundlich erwähnt wurde der Ort erstmals 1059. Im Jahr 1194 wurde Elsoff mit den Dörfern Alertshausen, Beddelhausen und Schwarzenau die Vogteirechte zugesprochen. Der Ort brannte im Jahr 1442 bis auf wenige Gebäude nieder. Ab Beginn des 16. Jahrhunderts kam es zu Streitigkeiten zwischen den Grafen von Wittgenstein und dem landgräflich-hessischen Amt Battenberg. Diese gipfelten 1725 in einem Aufstand, der als „Elsoffer Bauernkrieg“ in die Geschichte einging.
1918–1919 forderte die Spanische Grippe in Elsoff und dem Elsofftal zahlreiche Opfer. Das Elsofftal gehörte zu den am stärksten betroffenen Gebieten im Regierungsbezirk Arnsberg.
Seit dem 1. Januar 1975 gehört Elsoff zu Bad Berleburg.

### Einwohnerentwicklung
- 1961: 862 Einwohner[5]
- 1970: 846 Einwohner[5]
- 1974: 803 Einwohner[6]
- 2011: 687 Einwohner
- 2021: 619 Einwohner[1]

## Gebäude
Ein ortsbildprägendes Gebäude ist die Evangelische Kirche. Die Mühle Michel Elsoff wurde 1965 stillgelegt.

## Persönlichkeiten
- Karl Henrich Groos (1771–1858), deutscher Verwaltungsbeamter